# Escándalo Sokal

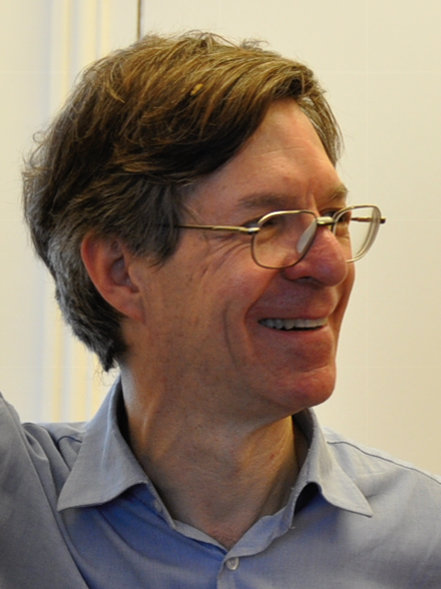
Alan Sokal

El escándalo Sokal fue un famoso engaño logrado por el físico Alan Sokal para exponer al equipo editorial de la revista académica de humanidades Social Text, con el fin de poner de manifiesto la falta de rigor y evaluación que manejan este tipo de revistas a la hora de aceptar trabajos para su publicación.
En 1996, Sokal, profesor de física en la Universidad de Nueva York, envió un artículo pseudocientífico para que se publicase en la revista postmoderna de estudios culturales Social Text. Pretendía comprobar que una revista de humanidades «publicará un artículo plagado de sinsentidos, siempre y cuando: a) Suene bien; y b) Apoye los prejuicios ideológicos de los editores (contra las ciencias empíricas)».
El artículo, titulado «Transgressing the Boundaries: Towards a Transformative Hermeneutics of Quantum Gravity» («La transgresión de las fronteras: hacia una hermenéutica transformativa de la gravedad cuántica»), se publicó en el número de primavera/verano de 1996 de Social Text y sostenía la asombrosa tesis de que la gravedad cuántica era un constructo social; es decir, que la gravedad existe solamente porque la sociedad se comporta como si existiera, por lo tanto si no se creyera en ella no tendría efecto. El mismo día de su publicación, Sokal anunciaba en otra revista, Lingua Franca, que el artículo era un engaño.
El hecho causó un escándalo académico en la Universidad de Duke, entidad que publicaba Social Text. Sokal dijo que su artículo era «un pastiche de jerga postmodernista, reseñas aduladoras, citas grandilocuentes fuera de contexto y un rotundo sinsentido», que se «apoyaba en las citas más estúpidas que había podido encontrar sobre matemáticas y física» hechas por universitarios genéricamente llamados «postmodernos» de humanidades.

## Discusiones

### Cobertura de los medios
En los Estados Unidos, cuando se reveló el engaño, el filósofo francés Jacques Derrida fue inicialmente blanco de desacreditaciones, particularmente por parte de periódicos en Estados Unidos y Francia. La revista US Weekly Magazine, para ilustrar un informe sobre el asunto Sokal, utilizó una foto y una caricatura de Derrida. Para él, se trataba más bien de atacar a un extranjero, remitiéndose incluso al célebre coloquio de Baltimore, de 1966, en el que invitó en EE. UU. a un grupo selecto de intelectuales franceses: Poulet, Todorov, Hyppolite, Lacan, Morazé, Vernant, Girard, entre otros, que estaban renovando la lingüística, la crítica, el psicoanálisis, la historia, la antropología y la filosofía, desde diferentes puntos de vista. Ese coloquio facilitó la entrada progresiva del pensamiento francés en EE. UU., con perspectivas plurales y con figuras de gran prestigio.

### Respuesta de la revistaSocial Text
Los editores de Social Text argumentaron que, en el contexto de la época, el artículo de Sokal «Transgressing the Boundaries: Towards a Transformative Hermeneutics of Quantum Gravity» fue una traición fraudulenta de su confianza.
Por otra parte, en el año 1996 la revista no hacía la acostumbrada revisión científica por pares académicos (una práctica que caracteriza a las revistas científicas para verificar la validez de sus publicaciones), debido a que los editores estimaban que una política editorial más abierta estimularía una investigación menos convencional de la que es usual entre los científicos.
Los editores de la revista argumentaron, además, que la revisión científica por árbitros académicos no necesariamente sirve para detectar el fraude intelectual.

### Sokal y Bricmont escribenImposturas intelectuales
Sokal y Bricmont publicaron en 1997 Imposturas intelectuales. Sokal y Bricmont ampliaban sus tesis y pretendieron demostrar que determinados intelectuales «posmodernos», como Lacan, Kristeva, Baudrillard y Deleuze utilizaron abusivamente conceptos provenientes de las ciencias físico-matemáticas, usados fuera de contexto y sin dar la menor justificación conceptual o empírica, u ofuscando a sus lectores con palabras «sabias», sin preocuparse por su pertinencia o sentido, y negando —a su juicio— la importancia de la verdad. Además, el ensayo incluye una dura crítica a un relativismo epistémico que considera a la ciencia como «un relato más».

## Respuesta por parte de intelectuales de las humanidades

### Respuesta de Derrida
Jacques Derrida, que escribió en contra de esta presunta manipulación académica en Le Monde, el 20 de noviembre de 1997, trató de poner en evidencia su falta de seriedad al subrayar que Sokal y Bricmont solo elegían a franceses (y a ciertos franceses, especialmente señalados), y que ellos no estudiaban escrupulosamente sus llamadas «metáforas» científicas ni su papel, ni tampoco su estatuto y sus efectos en los discursos que reprobaban. Por ejemplo, aunque Derrida no emplease esa terminología, sí hizo una vez, singularmente, una cuidadosa referencia del teorema de Gödel, pero nada decían de ello.
Añadía Derrida que toda esa operación mediática de Sokal y Bricmont (de la que habrían sacado rédito inmediato) era una lectura superficial, propia de cierto mundo universitario. Se dio la circunstancia de que, en el Times Literary Supplement, ellos declararon que habían excluido de su crítica a pensadores célebres, como Althusser, Barthes y Foucault, pero al darlo a traducir a Libération (el 19 de octubre de 1997) modificaron la secuencia e incluyeron además a Derrida como autor serio, supuestamente porque les convenía hacerlo en Francia y para hacer creer, así, que su ataque a este era inexistente. Para Derrida, ellos ni habían leído las obras impugnadas, ni conocían las ciencias humanas, ni discernían un comentario retórico del razonamiento principal de un analista cultural.

### Jurdant responde:Imposturas científicas: los malentendidos del caso Sokal(2003)
En 2003, bajo la coordinación del doctor en filosofía de la ciencia Baudouin Jurdant, se realizó una contracrítica a Imposturas intelectuales, en el libro Imposturas científicas: los malentendidos del caso Sokal. Aquí, un grupo de diversos científicos —físicos, matemáticos, filósofos o sociólogos—, especialistas en esos pensadores e intelectuales franceses que sufrieron críticas en el libro de los físicos Sokal y Bricmont, se propusieron la tarea de analizar sus lecturas concretas. Y resaltaron, en cada una de sus lecturas sectoriales, la gran insuficiencia de conocimientos acerca de lo que ellos criticaron, así como su nula familiaridad con los recursos literarios y argumentativos usados por la filosofía francesa, lo cual los conducía a malentendidos: la «verdad» se persigue de muchas maneras, decían, y desde luego no tiene que ver con el proceso demostrativo de las ciencias formales.
Siguiendo con el rastreo, observaron cómo todo habría empezado por intereses de Sokal, que pretendía desprestigiar a los filósofos postestructuralistas y los científicos relacionados con este campo, por pertenecer al campo político contrario, como Sokal en algunas intervenciones habría dicho —punto, sin embargo, desmentido por Sokal en Imposturas intelectuales—. Y deducían que el éxito del libro se debió a sus fines, pues recibió apoyo de medios de comunicación, centros universitarios y librerías asociados con los discursos dominantes. Los intelectuales que escribieron Imposturas científicas querían combatir el dogmatismo que provocaba Imposturas intelectuales, donde se quiere exponer que los filósofos franceses son unos «relativistas», «pseudocientíficos» e «irracionalistas», aun sin, supuestamente, haber leído seriamente ningún libro de los filósofos mencionados en esa obra polémica. Por ejemplo, señalan que Lacan es un buen conocedor de matemáticas, y Latour, un conocedor de las ciencias, entre muchos otros ejemplos, lo que los conduce a conclusiones completamente contrarias a las de Sokal y Bricmont. Estos dos físicos, que hacían tanto énfasis en el rigor científico, solamente habrían adaptado los textos de los intelectuales franceses a los resultados que a su juicio querían conseguir.

## Nuevas versiones del escándalo Sokal

### Sokal2
También llamado Sokal al cuadrado, una repetición a mayor escala del escándalo Sokal en 2017-2018.  El propósito declarado de los autores era exponer la parcialidad hacia ideologías extremas en las ciencias sociales y los estudios de género (véase teoría de género).

### Sokal III
En 2021, la revista académica Higher Education Quarterly publicó un artículo científico cuyos autores son «Sage Owens» y «Kal Avers-Lynde III». Las iniciales de los autores componen «Sokal III». La revista, que antes de publicar el artículo lo sometió a su habitual revisión por pares de varias etapas, lo retiró un mes tras su publicación una vez se le señaló que había publicado un artículo fraudulento.

## Escándalos paralelos en la ciencia
Esta situación se ha dado en otras ocasiones, pero en el terreno científico, ajenos por tanto al problema de las dos culturas, en el que se confrontan dos lenguajes muy distintos.
- En 1986, extrañado por un artículo aparecido en Physical Review Letters que despertó escepticismo en muchos científicos, Lawrence M. Krauss envió una queja sobre el artículo que era casi una parodia de la misma revista, pero fue detectado adecuadamente y obtuvo en respuesta seis informes de revisión científica, también en forma de parodia.[16]

- En el 2002 ocurrió en la física, en el escándalo Bogdanov. En él, dos hermanos consiguieron publicar en prestigiosas revistas científicas teorías consideradas absurdas y carentes de sentido. El físico alemán Max Niedermaier concluyó que se trataba de pseudociencia, escrita con una densa jerga técnica, para evitar el sistema de revisión por pares de la física teórica. Según el físico-matemático John Baez, su trabajo «es una mezcolanza de frases aparentemente plausibles que contienen las palabras técnicas correctas en el orden aproximadamente correcto. Pero no hay lógica ni cohesión en lo que escriben». Según el físico Peter Woit en la prestigiosa revista Nature, «el trabajo de los Bogdanoff resulta significativamente más incoherente que cualquier otra cosa publicada. Pero el decreciente nivel de coherencia en todo el campo les permitió pensar que habían hecho algo sensato, y publicarlo».[17]

- En 2013, en el conocido «escándalo SCIgen», tres estudiantes del Instituto Tecnológico de Massachusetts diseñaron un programa de ordenador denominado SCIgen,[18] el cual generaba imposturas pseudocientíficas mediante frases aleatorias que aparentaban tener sentido, al más puro estilo Sokal-Bricmont. El artículo era «un completo batiburrillo de estupideces que pasó directamente el supuesto filtro del comité de selección».[19] Uno de los artículos generados completamente al azar por SCIgen consiguió que invitaran a los autores a dar una conferencia sobre su investigación en el congreso internacional de Computación WMSCI.[20][21]